# Вулиця Мельника (Львів)
Ву́лиця Ме́льника — вулиця у Франківському районі міста Львова, в місцевості Новий Світ. Сполучає вулиці Антоновича та Моршинську, утворюючи перехрестя з вулицями Євгена Коновальця та Єфремова. Прилучаються вулиці Кокорудза та Квітнева.

## Історія та назва
- Кшижова бічна — від 1863 року.
- Шимоновичів — від 1898 року, на честь львівської родини вірменського походження, а саме з приводу святкування 340-ліття з дня народження одного з відомих представників родини Шимоновичів доби Ренесансу — Шимона Шимоновича, польського латиномовного поета, філолога, культурного діяча[8].
- Курмаркґассе — від 1942 року.
- Шимоновичів — повернено довоєнну назву в липні 1944 року.
- Раскової — від жовтня 1945 року, на честь Марини Раскової, радянської льотчиці часів другої світової війни.
- Шимоновичів — вдруге повернено довоєнну назву в грудні 1945 року.
- Черняховського — назва з 1946 року, на честь Івана Черняховського, радянського воєначальника, двічі Героя Радянського Союзу.
- Мельника — від 1992 року, на честь Андрія Мельника, українського військового та політичного діяча, голови Проводу ОУН[9].

## Забудова
У забудові вулиці Мельника переважають архітектурні стилі — сецесія, конструктивізм. Декілька будинків внесено до Реєстру пам'яток архітектури місцевого значення:
№ 1/3 — будинок із неоренесансним аттиком споруджений перед першою світовою війною для потреб XI міської математично-природничої гімназії імені Снядецьких за проєктом архітекторів Альфреда Захаревича та Юзефа Сосновського. На часі польського повстання 1918 року проти ЗУНР в будинку гімназії містився один з осередків спротиву польського студентства. Від повоєнних часів (після 1945 року) тут діяли російська середня школа робітничої молоді № 2 та середня школа № 17 міського відділу народної освіти із російською мовою викладання. До 19 серпня 2019 року — Львівська середня загальноосвітня школа I—III ступенів № 17, нині — ліцей № 17 Львівської міської ради.
№ 5 — наріжний будинок споруджений 1909 року за проєктом архітектора Кароля Ріхтмана-Рудневського. В будинку зберігся класичний вітраж овальної форми, видовжений по горизонталі. На тлі прямокутних модулів безбарвного скла розташована центрова композиція з рожево-червоних квітів та зелених листків шипшини.
№ 6 — будівля колишньої бурси Товариства взаємодопомоги приватних службовців. Директором Товариства був Станіслав Якуб Баль, громадський діяч, педагог, директор Товариства взаємної допомоги приватних офіціалістів, публіцист. У міжвоєнний період тут містився дитячий садок для дітей учасників польсько-української війни 1918—1919 років. У повоєнний час тут також розташували дошкільну дитячу установу. Від початку 1960-х років це звичайний житловий будинок. Будинок бурси зберігся й донині, але значно перебудований.
№ 7 — вілла збудована у 1905 році в карпатському стилі з елементами сецесії, з гарними різьбленими верандами за проєктом архітектора Августа Богохвальського на замовлення директора Міського театру Людвіка Геллера. Вілла внесена до реєстру пам'яток архітектури місцевого значення під охоронним № 2680-м. В одноповерховій частині вілли з окремим входом містився дитячий клуб «Медея» та гурток «Вокальний ансамбль „Перлинка“». У квітні 2021 року мешканці будинку запропонували створити в цьому приміщенні культурний центр, присвячений Людвіку Геллеру.
№ 8б — одноповерхова нежитлова будівля, яку реконструйовано під офісно-торговельне приміщення. 2 жовтня 2020 року за цією адресою відкрився магазин самообслуговування торгової мережі «Рукавичка».
№ 18 — спортивний комплекс «Україна» складається з палацу ігрових видів спорту та відкритих тенісних кортів. Будівництво кортів на вулиці Мельника тривало протягом 1925—1927 років і 3 липня 1927 року відбулося урочисте відкриття кортів. До появи кортів найбільше спричинився голова спортивного клубу «Погонь» граф Володимир Дідушицький та радник Казімеж Бистшоновський. Корти належали спортивному клубу «Погонь». У 1929—1930 роках, ближче до нинішньої вулиці Мельника, збудували стадіон на 1500 глядачів з ґрунтовим покриттям, який призначався для проведення спортивних ігор, зокрема, волейболу. Також до складу спорткомплексу «Поґоні» входили адміністративний двоповерховий будинок, невеликий трав'яний майданчик при ньому та стометрова бігова доріжка.
1945 року спорткомплекс «Поґоні» перейшов у розпорядження профспілкового спортивного товариства «Спартак» і відтоді палац спорту мав назву «Спартак», а від нього 1987 року — до львівського фізкультурно-спортивного товариства «Україна». 1985 року розібрано колишній адміністративний будинок, а на терені стадіону, за проєктом архітекторів Мирослава Трача, Миколи Габреля та Олександра Казанцева, розпочали спорудження Палацу ігрових видів спорту, який завершено у 1986 році. Вестибюль оздоблений керамічним панно на спортивну тематику (автори — художники М. Гладкий, А. Капиш та архітектор В. Шпак). 1986 року також споруджено криті тенісні корти з трибунами на 350 глядачів.
За часів незалежності просторий зал палацу спорту «Україна» використовувався для проведення різноманітних міжнародних та регіональних промислових виставок. До 2016 року палац спорту перебував у державній власності, а його власником було «Об'єднання профспілок Львівщини». Згодом був приватизований ТзОВ «Палац спорту Україна». У другій половині 2018 року розпочато реконструкцію палацу спорту. В проєкті комплексу передбачено поле для міні-футболу, зали для спортивних та дитячих секцій, також працюватимуть класи дошкільного дитячого розвитку та два басейни. На місці кортів збудують нову частину спорткомплексу, а корти перенесуть на дах будівлі та адаптують їх для різних погодних умов. Також передбачено будівництво з боку вул. Єфремова підземного паркінгу, розрахованого на 70 автомобілів.
№ 20 — вілла внесена до реєстру пам'яток архітектури місцевого значення під охоронним № 2681-м. На початку 2010-х років тут містилося ательє-студія Тетяни Лупак та крамниця «Кокетка». Нині тут піцерія-бістро «Бона» та кондитерська «Тортюфель».
№ 21 — вілла. За архівними документами ділянка у 1935 році належала фундації імені М. Позовської. Згодом будинок перейшов до власності доктора Людвіка Ебермана, для якого у 1938 році і спорудили цю віллу. Вілла споруджена у стилі функціоналізму за проєктом архітектора Анджея Фридецького. Тодішня вулиця Шимоновичів була привабливою для місцевої еліти і буквально вздовж всієї вулиці розташувалися вілли відомих людей. За радянських часів тут діяв дитячий садок, а сам будинок перебував на балансі Міністерства оборони, втім у 1990-х роках його продали. Більше 15 років кам'яниця просто розвалюється. У 2018 році забудовник — благодійний фонд «Лабораторія соціального новаторства» добудував новий поверх без погодження в управлінні архітектури, за що був оштрафований на значну суму. Нині благодійним фондом планується будівництво комплексу творчого центру дитини та юнацтва з розбудовою існуючого будинку.
11 квітня 2013 року Львівська міська рада затвердила детальний план території району забудови, обмеженої вул. Андрія Мельника, Академіка Сергія Єфремова, Київською, Генерала Тараса Чупринки у складі з розробленою планувальною структурою забудови території, планом червоних ліній вулично-дорожньої мережі, схемою функціонального зонування території (планом зонування території) з визначенням містобудівних умов та обмежень забудови земельних ділянок, пропозиціями з інженерного забезпечення та захисту території, заходами щодо дотримання санітарно-гігієнічних, протипожежних нормативів, вимог з ліквідації аварійних ситуацій та реалізації детального плану території.

## Транспорт
Ще в 1907 році вулицею була прокладена трамвайна колія, яка відтоді діє безперервно. Кінцева зупинка трамвайного маршруту у 1907 році розташовувалася на вул. 29 Листопада (нинішня вул. Коновальця) навпроти вілли «Гражина».